# Goniodoris aspersa
Goniodoris aspersa Alder & Hancock, 1864 è un mollusco nudibranchio della famiglia Goniodorididae.

## Descrizione
Il colore di fondo è bianco, con larghe chiazze nere sul dorso, sui rinofori e sui lati.

## Distribuzione e habitat
Rinvenuta nell'oceano Indiano, al largo delle coste indonesiane.